# Arnoldistas
Os arnoldistas foram uma seita cristã do século XII, por Arnoldo de Brescia, que criticou a grande riqueza e posses da Igreja Católica Romana, e pregavam contra o batismo e a Eucaristia. Seus discípulos também eram chamados de publicanos ou poplecanos, um nome, provavelmente decorrentes Paulicianos.  Um movimento cristão protoprotestante do século XII, nomeado em homenagem a Arnaldo de Bréscia, um defensor da reforma eclesiástica que criticou a grande riqueza e posses da Igreja Católica Romana, enquanto pregava contra o batismo infantil e a transubstanciação.
Os Arnoldistas foram condenados como hereges pelo Papa Lúcio III em Ad abolendam durante o Sínodo de Verona em 1184.
Os princípios dos Arnoldistas foram posteriormente abordados por Bonacursus de Milão, c. 1190, na sua Manifestatio haeresis Catharorum, que refutava a pobreza apostólica arnaldista e a incapacidade dos padres pecadores para administrar os sacramentos.